# Setge de Narbona de 793
El setge de Narbona de 793 fou una resposta de l'emir Hixam I a la conquesta de Girona de 785.

## Antecedents
El 785 les mateixes elits locals que havien capitulat als musulmans, lliuraren la ciutat de Jarunda, que estava governada pel valí de Madínat Barxiluna, Matruh ibn Sulayman, a les tropes de Carlemany, que no va intervenir en la campanya.
La debilitat musulmana a la regió, la proximitat carolíngia i la defecció de les ciutats de la Septimània en pro dels francs precipitaren el canvi de bàndol de Girona. Segons l'Alterum Rivipullense, hi hagué intervenció divina en suport dels cristians. Carlemany creà el Comtat de Girona, Ramon d'Abadal va veure la conquesta de Girona com l'inici del procés que duu cap al naixement de la Catalunya posterior, la qual cosa palesa encara més la importància que Girona havia obtingut al llarg del temps.

## La campanya de 793
La presa de Girona provocà diverses expedicions musulmanes al territori perdut, entre elles la del 793 dirigida per Abd-al-Màlik ibn Abd-al-Wàhid ibn Mughith, en la que s'assetjà Girona i devastà l'Aquitània fins als afores de Narbona.

## Conseqüències
Després d'arrasar els voltants de Narbona, Abd-al-Màlik ibn Mughith vencé a Guillem I de Tolosa a la batalla d'Orbieu, retirant-se a continuació a la Cerdanya.